# Union des transports africains de Guinée
 (mars 2025).
L'Union des transports africains de Guinée était une compagnie aérienne guinéenne. Il n'a fonctionné que trois ans et a mis fin à ses opérations après une mauvaise gestion qui a provoqué une surcharge de son vol 141, l'empêchant de décoller correctement et le faisant s'écraser en mer.

## Accidents et incidents
Le vol UTA 141 était un vol régulier reliant le Bénin au Liban. À Noël 2003, il s'est écrasé dans le golfe du Bénin en raison d'un déséquilibre du fret et d'un excès de passagers. Sur les 163 passagers à bord, 141 personnes sont mortes.

## Voir également
- Liste des compagnies aériennes disparues de Guinée
- Transports en Guinée